# Open 6ème Sens Métropole de Lyon 2021
Il Open 6ème Sens Métropole de Lyon 2021 è un torneo di tennis giocato sul cemento indoor. È la seconda edizione del torneo facente parte della categoria WTA 250 nell'ambito del WTA Tour 2021. Si è giocato al Palais des Sports de Gerland di Lione, in Francia, dal 1° al 7 marzo 2021.

## Partecipanti al singolare

### Teste di serie
| Nazionalità | Giocatrice             | Ranking* | Testa di serie |
| ----------- | ---------------------- | -------- | -------------- |
| Russia      | Ekaterina Aleksandrova | 33       | 1              |
| Francia     | Fiona Ferro            | 45       | 2              |
| Francia     | Caroline Garcia        | 46       | 3              |
| Francia     | Kristina Mladenovic    | 51       | 4              |
| Francia     | Alizé Cornet           | 58       | 5              |
| Romania     | Sorana Cîrstea         | 67       | 6              |
| Spagna      | Paula Badosa Gibert    | 73       | 7              |
| Paesi Bassi | Arantxa Rus            | 78       | 8              |

* Ranking al 22 Febbraio 2021.

### Altre partecipanti
Le seguenti giocatrici hanno ricevuto una Wild card per il tabellone principale:
- Eugenie Bouchard
- Clara Burel
- Harmony Tan

La seguente giocatrice è entrata in tabellone tramite il ranking protetto:
- Mihaela Buzărnescu

Le seguenti giocatrici sono passate dalle qualificazioni:

1. Tereza Martincová
2. Margarita Gasparjan
3. Viktorija Golubic

1. Magdalena Fręch
2. Clara Tauson
3. Giulia Gatto-Monticone

### Ritiri
Prima del torneo
- Zarina Dijas → sostituita da  Katarzyna Kawa
- Kirsten Flipkens → sostituita da  Stefanie Vögele
- Cori Gauff → sostituita da  Irina Maria Bara
- Kaja Juvan → sostituita da  Katarina Zavac'ka
- Marta Kostjuk → sostituita da  Greet Minnen
- Kateryna Kozlova → sostituita da  Océane Dodin
- Nadia Podoroska → sostituita da  Wang Xiyu

## Partecipanti al doppio

### Teste di serie
| Nazionalità | Giocatrice             | Nazionalità | Giocatrice         | Ranking1 | Testa di serie |
| ----------- | ---------------------- | ----------- | ------------------ | -------- | -------------- |
| Slovacchia  | Viktória Kužmová       | Paesi Bassi | Arantxa Rus        | 130      | 1              |
| Giappone    | Makoto Ninomiya        | Rep. Ceca   | Renata Voráčová    | 132      | 2              |
| Stati Uniti | Kaitlyn Christian      | Stati Uniti | Sabrina Santamaria | 146      | 3              |
| Russia      | Ekaterina Aleksandrova | Russia      | Jana Sizikova      | 226      | 4              |

* Ranking al 8 Febbraio 2021.

### Altre partecipanti
Le seguenti coppie di giocatrici sono entrate in tabellone tramite il ranking protetto:
- Vera Lapko /  Aljaksandra Sasnovič
- Aleksandra Panova /  Rosalie van der Hoek

## Punti
| Evento    | V   | F   | SF  | QF | 2T   | 1T | Q    | Q2   | Q1   |
| Singolare | 280 | 180 | 110 | 60 | 30   | 1  | 18   | 12   | 1    |
| Doppio    | 280 | 180 | 110 | 60 | N.D. | 1  | N.D. | N.D. | N.D. |

## Montepremi
| Evento    | V       | F       | SF     | QF     | 2T     | 1T     | Q    | Q2     | Q1   |
| Singolare | €34,677 | €17,258 | €9,355 | €5,060 | €2,903 | €1,855 | N.D. | €1,359 | €887 |
| Doppio    | €10,952 | €5,806  | €3,226 | €1,855 | N.D.   | €1,226 | N.D. | N.D.   | N.D. |

## Campioni

### Singolare
Clara Tauson ha sconfitto  Viktorija Golubic con il punteggio di 6-4, 6-1.
- È il primo titolo in carriera per Tauson.

### Doppio
Viktória Kužmová /  Arantxa Rus hanno sconfitto in finale  Eugenie Bouchard /  Olga Danilović con il punteggio di 3-6, 7-5, 10-7.